# لورا ستيفنسون
لورا ستيفنسون (بالإنجليزية: Laura Stevenson)‏ هي مغنية وملحنة ومغنية مؤلفة أمريكية، ولدت في 25 أبريل 1984.

## وصلات خارجية
- الموقع الرسمي
- لورا ستيفنسون على موقع ميوزك برينز (الإنجليزية)
- لورا ستيفنسون على موقع أول ميوزيك (الإنجليزية)
- لورا ستيفنسون على موقع ديسكوغز (الإنجليزية)